# Archives centrales protestantes de Berlin

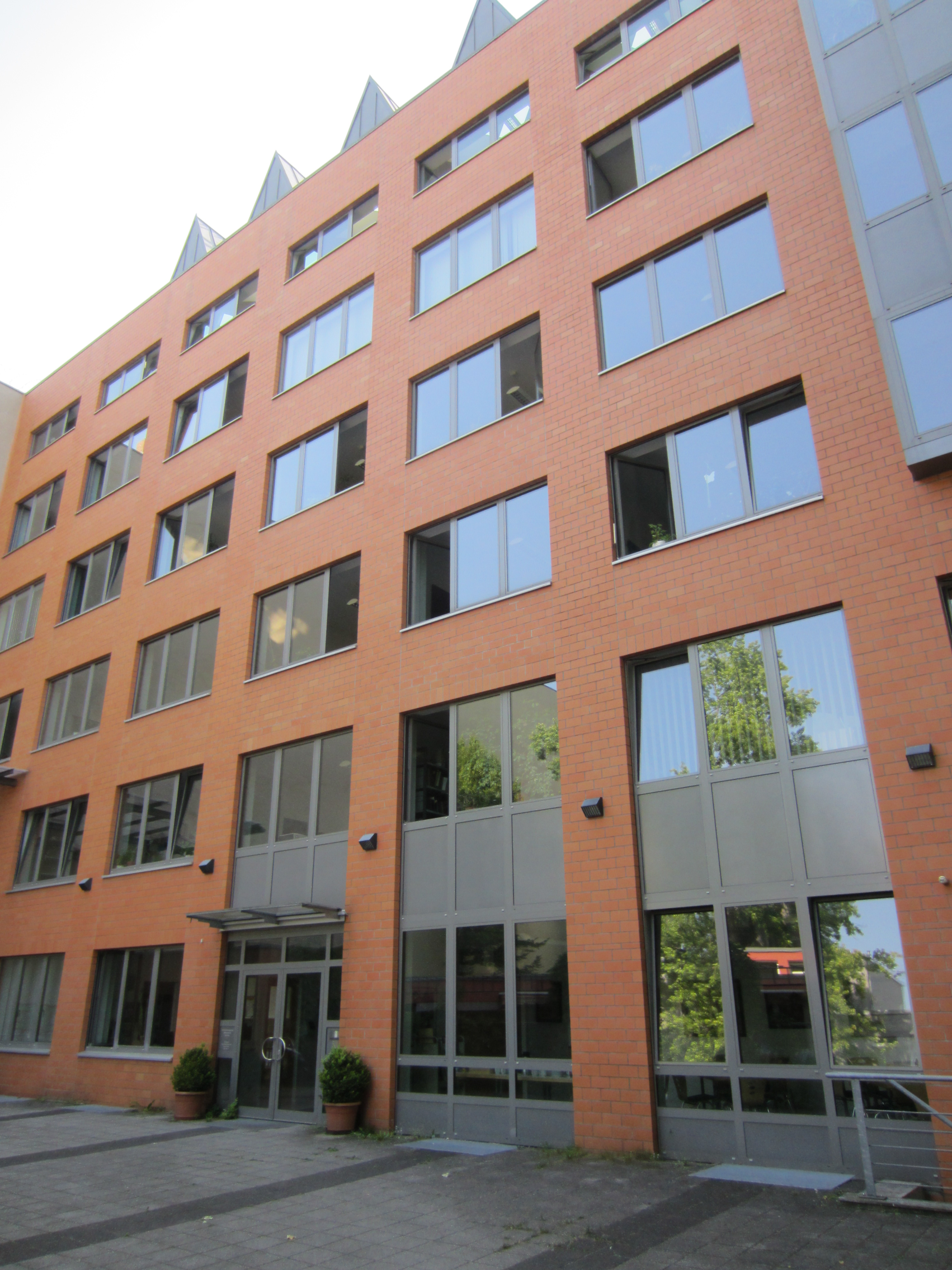
Vue extérieure des Archives centrales protestantes

Les Archives centrales protestantes de Berlin (EZA) sont les archives de l'Église protestante d'Allemagne et sont gérées conjointement par l'EKD et l'EKU/UEK. Il conserve les documents de l'Église protestante d'Allemagne (EKD) et de l'Union des Églises protestantes (UEK) ainsi que leurs prédécesseurs juridiques et fonctionnels. Depuis 2000, l'EZA est située au Centre des archives de l'Église de Berlin (de) (KAB) à Berlin-Kreuzberg, sur le Campus Saint-Thomas.

## Responsabilité
Contrairement aux archives ecclésiastiques de l'État, l'EZA conserve les documents des institutions ecclésiastiques centrales et des organes de direction, y compris les institutions suivantes :
- Conférence d'Eisenach (de)
- Association de l'Église protestante allemande (de)
- Église protestante en Allemagne
- Fédération des Églises protestantes de la RDA

L'EZA est également responsable des archives et des registres paroissiaux des anciennes communautés protestantes des provinces ecclésiastiques prussiennes à l'est de l'Oder et de la Neisse ainsi que des communautés à l'étranger.
En outre, l'EZA collecte également les successions de personnalités protestantes importantes ainsi que des documents d'archives d'institutions et d'associations suprarégionales, telles que :
- Assemblée de l'Église protestante allemande
- Congrès de l'Église protestante de la RDA (de)
- Œuvre de Gustav Adolf (de)
- Communauté étudiante protestante (de)
- Campagne d'expiation (de) et autres services de paix
- Lutte de l'Église et personnalités impliquées

## Utilisation

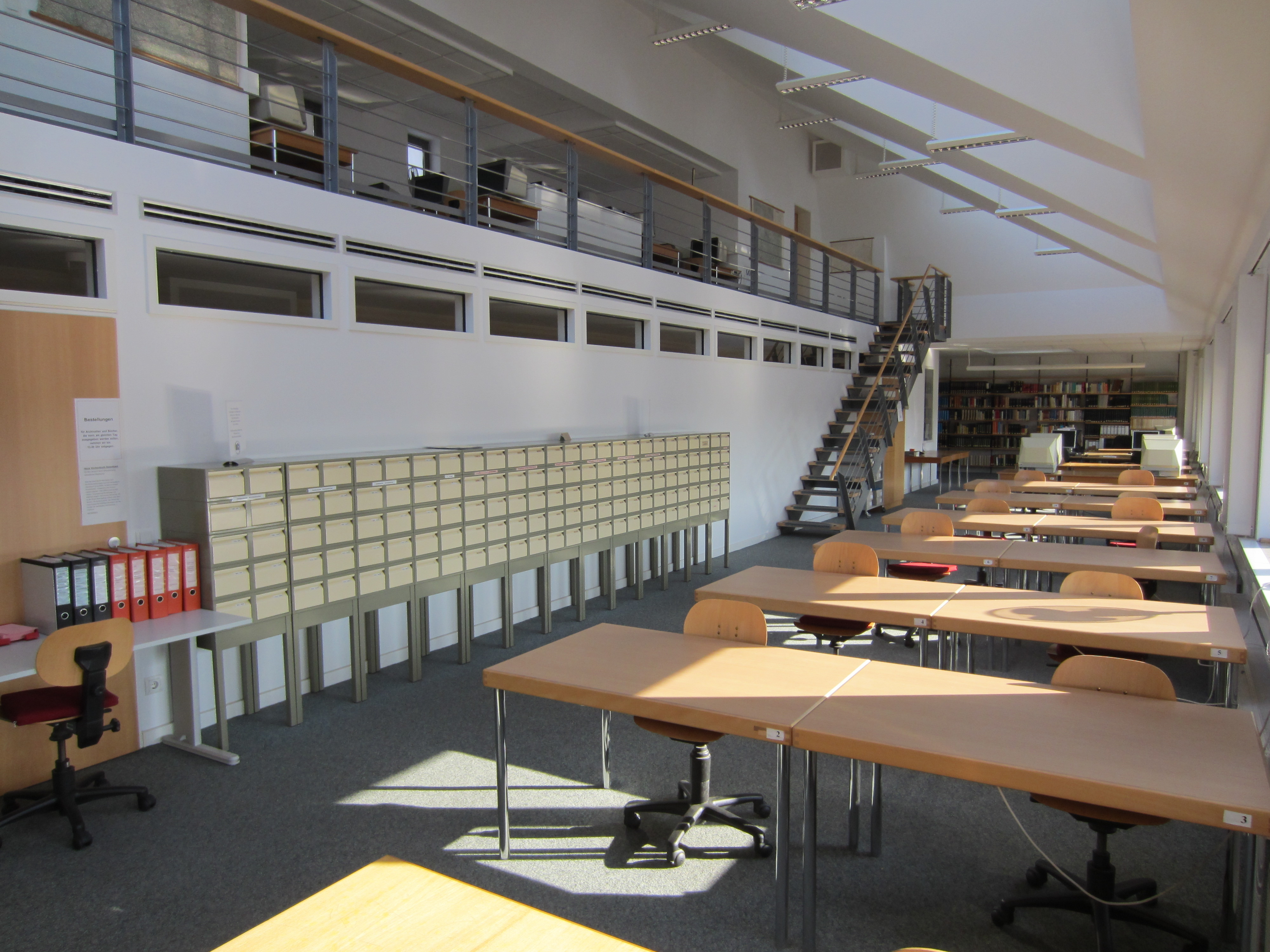
Salle des utilisateurs

Sur demande, les personnes intéressées peuvent consulter les documents dans l'EZA. Les archives sont utilisées conformément aux dispositions de la « Loi ecclésiastique sur la sauvegarde et l'utilisation des documents d'archives de l'Église évangélique d'Allemagne » (Loi sur les archives de l'EKD) et aux règles d'utilisation du Centre d'archives de l'Église de Berlin ( Règlement sur l'utilisation des archives). Comme indiqué dans la « Grille tarifaire pour l'utilisation du Centre des archives de l'Église de Berlin » (Barème des taxes pour les archives), des frais peuvent s'appliquer pour l'utilisation. Le montant des frais peut être trouvé dans un tableau des frais sur la page d'accueil d'EZA.
Les fonds sont accessibles à l'aide d'instruments de recherche analogiques. Il est possible également d'effectuer une recherche sur Internet à l'aide du portail de recherche Query. Un grand nombre de stocks y sont déjà identifiés.

## Zones de travail/départements

### Structure
Les employés sont répartis dans différentes zones de travail. Il s'agit des trois principaux domaines de travail : les archives, la bibliothèque et l'état civil ainsi que le service des revues, les services techniques et la surveillance de la salle de lecture.

### Archives
Les archivistes sont chargés de reprendre le matériel d'archives, de l'indexer et de le mettre à disposition, de conseiller les organismes cédants sur la gestion de leurs documents, de dispenser une formation archivistique et continue et de participer également à l'évaluation du matériel d'archives. comme apportant leur propre contribution à la recherche et à la communication de l'histoire de l'Église. Toutes les tâches sont stipulées dans la loi sur les archives EKD.

### Service des registres paroissiaux
Le bureau d'état civil est responsable de la conservation et de la mise à disposition des registres paroissiaux des congrégations étrangères et anciennes allemandes de l'Église d'État prussienne. Le bureau d'état civil délivre des documents de remplacement aux personnes originaires des anciennes provinces de l'Est, si les registres paroissiaux sont disponibles. Ceux-ci servent de preuve juridiquement contraignante pour la création de livrets de famille ainsi que pour les questions de retraite et de succession. Dans une certaine mesure, les requêtes de recherche généalogique peuvent être traitées par le service des registres paroissiaux, mais il est également possible de le faire soi-même dans la salle des utilisateurs des archives.
Les anciens territoires de l'Est sont divisés en 6 provinces ecclésiastiques dont chacune a un greffier qui en est responsable. La province ecclésiastique de Brandebourg représente un cas particulier : les archives centrales ne possèdent que les registres paroissiaux à l'est de l'Oder, les registres paroissiaux de la région de l'actuel État de Brandebourg ne se trouvent que dans les archives paroissiales de l'État de Berlin/ELAB. . Celui-ci se trouve également dans le centre des archives de l'église de Berlin-Kreuzberg. Globalement, le registre paroissial conserve :
- Environ 6 000 registres paroissiaux des paroisses protestantes provenant des anciennes provinces orientales de l'Église protestante de l'ancienne Union prussienne. Ces régions appartiennent depuis 1945 à la Pologne, à la Russie et à la Lituanie ; il n'y a plus de communautés protestantes allemandes.
- Environ 750 registres paroissiaux militaires de l'ancienne armée prussienne et de la Wehrmacht allemande.
- Environ 70 registres paroissiaux étrangers provenant de congrégations protestantes germanophones à l'étranger.
- Documents d'état civil provenant des camps de réfugiés danois.

Pour des raisons de conservation, l'accès n'est possible que sous forme de microfiches. Les Archives centrales protestantes commencent à numériser les registres paroissiaux et à rendre les copies numériques disponibles en ligne sur le portail des livres paroissiaux Archion (de)

### Bibliothèque
La bibliothèque des Archives centrales protestantes est une bibliothèque spécialisée dans la collecte de l'histoire de l'Église protestante en Allemagne à partir du XIXe siècle. Elle comprend environ 80 000 volumes ainsi qu'environ 3 000 titres de périodiques. Parmi eux, on trouve aussi bien des monographies présentant les résultats actuels de la recherche que des publications rares, non publiées à des fins commerciales, datant des XIXe et XXe siècles ("littérature grise") et portant sur les thèmes principaux :
- Lutte de l'Église (1933-1945),
- Histoire de l'Église protestante en RDA (de),
- Histoire du mouvement œcuménique
- Communautés étrangères allemandes (de),
- Église évangélique des anciens territoires allemands de l'Est,
- mouvement de colonisation,
- Quakers.

Toutes les publications peuvent être recherchées en ligne via un OPAC. Les publications individuelles sont numérisées et sont accessibles dans la salle de lecture.

### Publications
L'EZA publie diverses publications dont les titres sont répertoriés sur la page d'accueil des archives.